# Grandchamp-des-Fontaines

Localització de Grandchamp-des-Fontaines

Grandchamp-des-Fontaines (en bretó Gregamp-ar-Feunteunioù, en gal·ló Graund-Cloz-dèz-fontaenn) és un municipi francès, situat a la regió de país del Loira, al departament de Loira Atlàntic, que històricament ha format part de la Bretanya. L'any 2006 tenia 4.334 habitants. Limita amb els municipis de Héric, Casson, Sucé-sur-Erdre, La Chapelle-sur-Erdre, Treillières i Notre-Dame-des-Landes.

## Demografia
| 1962                                       | 1968  | 1975  | 1982  | 1990  | 1999  |
| ------------------------------------------ | ----- | ----- | ----- | ----- | ----- |
| 1.281                                      | 1.291 | 1.578 | 2.223 | 2.464 | 3.466 |
| Des de 1962: població sense dobles comptes |       |       |       |       |       |

## Administració
| Període | Identitat       | Partit |
| ------- | --------------- | ------ |
| 2001-   | Jean-Luc Durand | PS     |